# Friedrich Oberschelp
Friedrich Oberschelp (Bielefeld, 1895 — Bielefeld, 1986) foi um maestro e director de coro alemão.

## Biografia
Friedrich Oberschelp fundou em 1932 e dirigiu até à década de 1960 o Bielefelder Kinderchor (Coro Juvenil de Bielefeld). Foi sucedido no cargo pelo seu filho Jürgen Oberschelp, que se mantém em funções.

## Discografia (selecção)
- Das Weihnachtskonzert des Bielefelder Kinderchores. BMG Ariola, München [u.a.] [2003]
- Der fröhliche Wanderer. EMI-Electrola, Köln [1992]
- Ihr Kinderlein kommet. Phonogram / Polygram-Musik-Vertrieb, Hamburg [1989]
- Stille Nacht, heilige Nacht. EMI-Electrola, Köln [1989]
- Dreimal drei ist neune. Bertelsmann, Gütersloh [1987]
- Das grosse Jubiläumskonzert. Ariola-Eurodisc, Gütersloh / München (P) 1982

## Obras publicas
- Dürrsches Liederbuch. Dürrsche Buchhandlung, Bonn (em colaboração com Kaspar Roeseling)